# Sint Nicolaasga

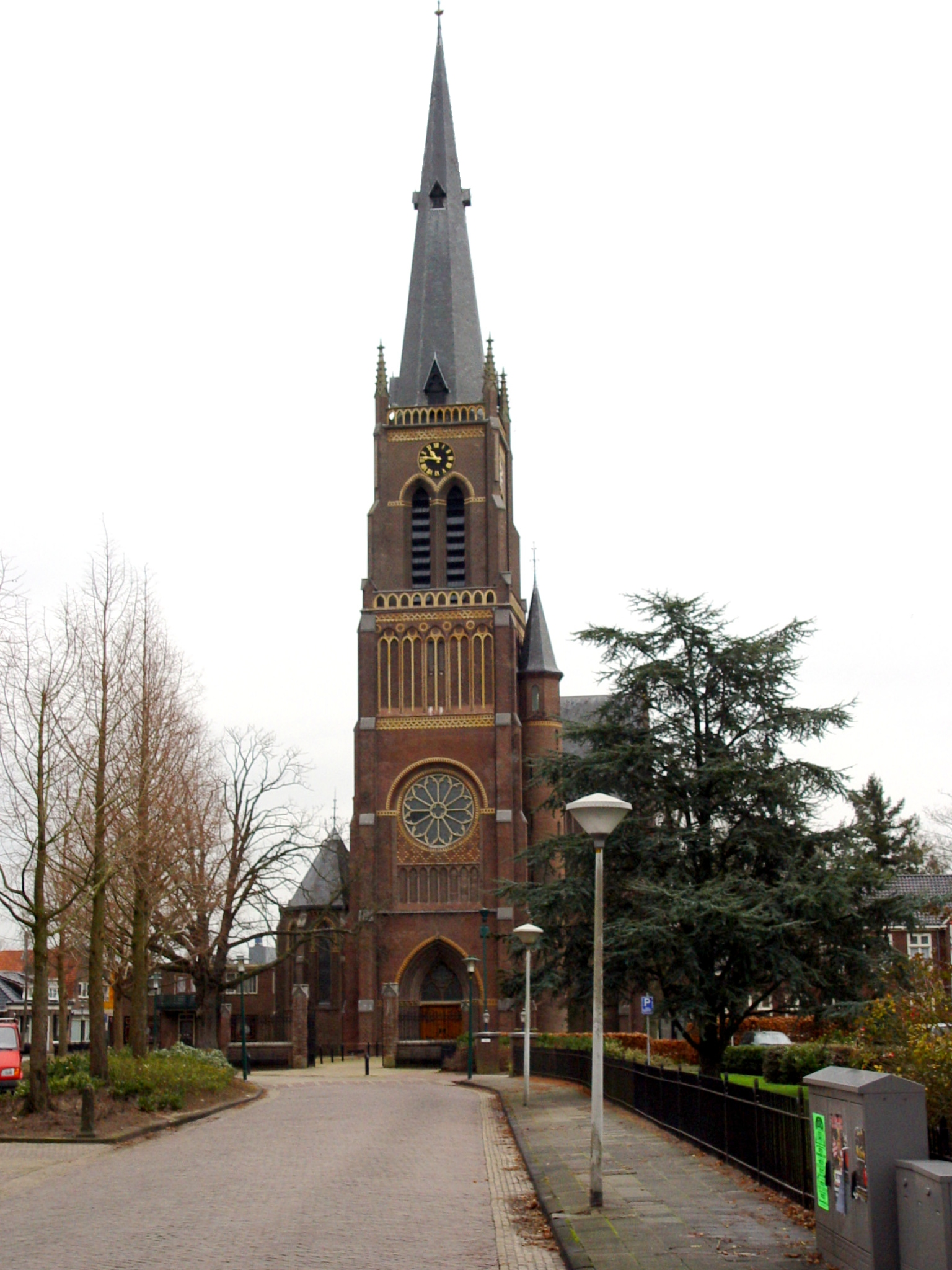
Sint Nicolaasga: la chiesa di San Nicola

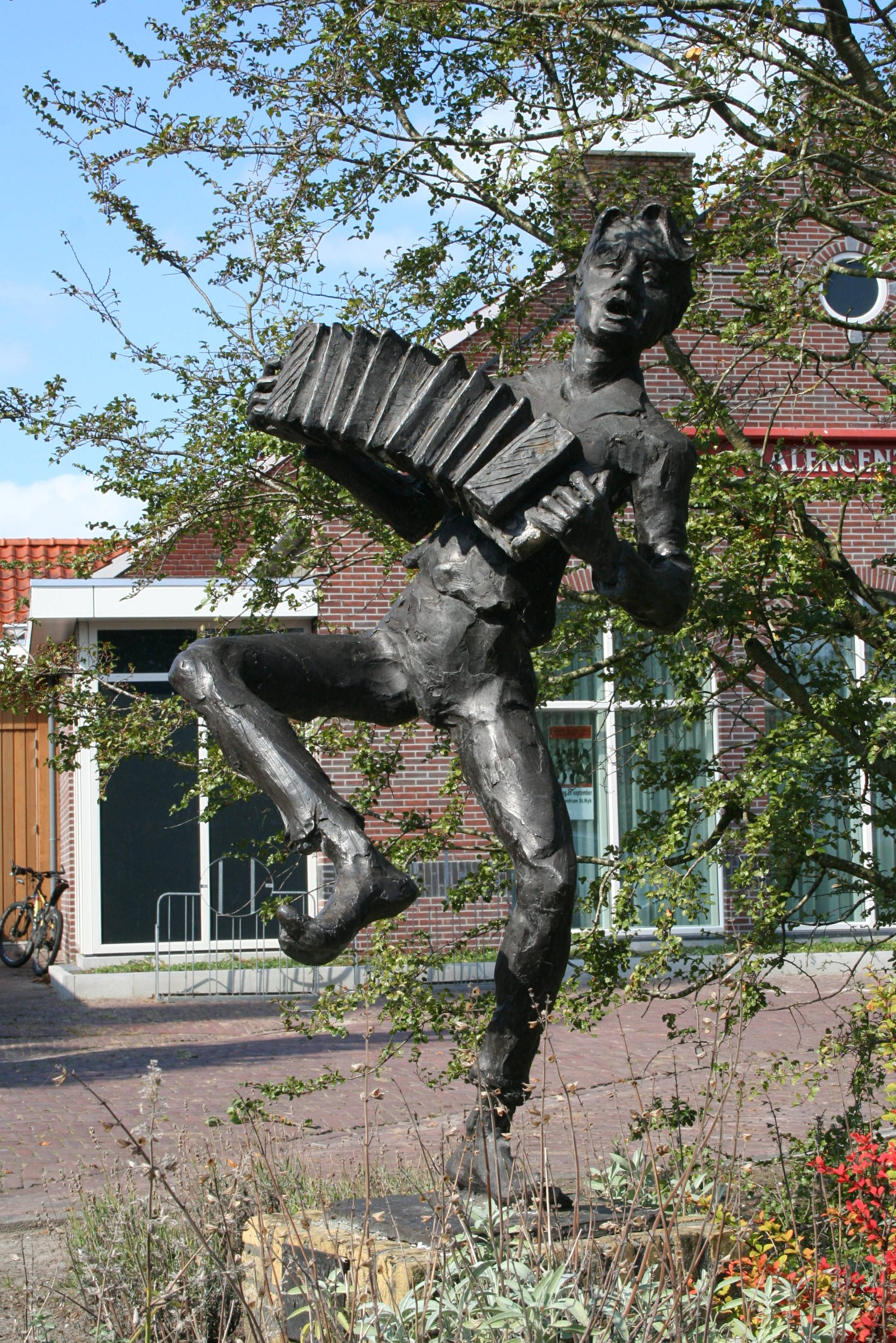
De muzeman, scultura a Sint Nicolaasga

Sint Nicolaasga (in frisone: Sint Nyk) è un villaggio di circa 3 300 abitanti del nord-est dei Paesi Bassi, facente parte della provincia della Frisia e della municipalità di De Fryske Marren/De Friese Meren ed affacciato sul Tjeukemeer. Precedentemente aveva fatto parte dei comuni di Doniawerstal (fino al 1983) e di Skarsterlân (fino al 2013)-

## Geografia fisica
Sint Nicolaasga si trova nella parte sud-occidentale della provincia della Frisia, ad est dello Slotermeer, a nord-est della città di Sloten e ad est/sud-est del lago De Kûfurd. La parte sud-orientale del villaggio è adagiata lungo la sponda settentrionale del Tjeukemeer.

## Storia
Il villaggio sorse probabilmente nel Medioevo.
Nelle carte geografiche è menzionato per la prima volta nel 1718 nell'atlante di Schotanus.
Il villaggio si sviluppò soprattutto tra la seconda metà del XIX secolo e il XX secolo.

## Monumenti e luoghi d'interesse
Sint Nicolaasga vanta 13 edifici classificati come rijksmonumenten.

### Architetture religiose

#### Chiesa di San Nicola
Tra i principali edifici religiosi di Sint Nicolaasga figura la chiesa di San Nicola, situata sulla Kerkstraat e risalente al 1887.

### Chiesa protestante
Più antica è la chiesa protestante, situata lungo la Omloop e risalente al 1722.

### Architetture civili

#### Boschoord

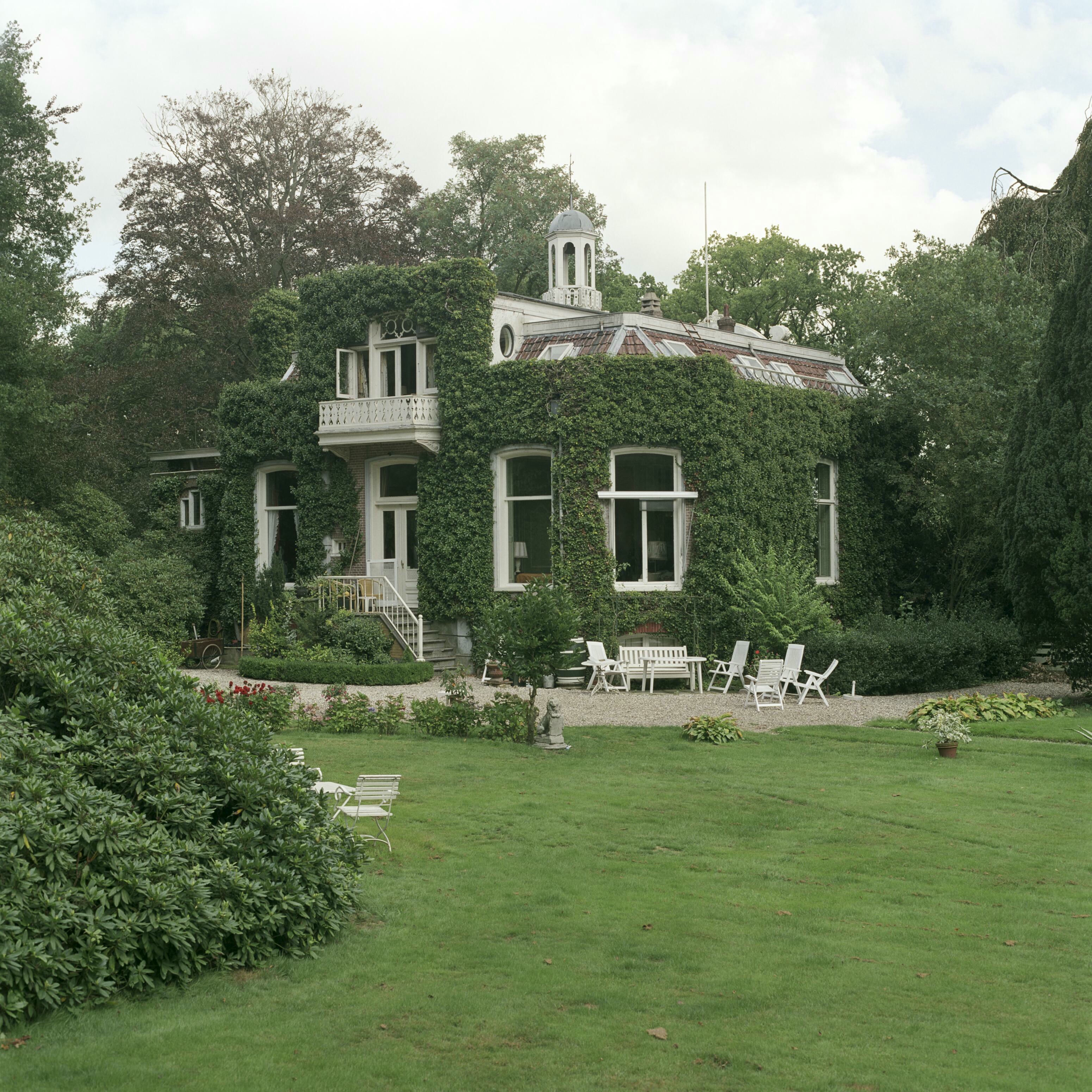
Il Boschoord di Sint Nicolaasga

Altro rijksmonument di Sint Nicolaasga è il Boschoord, un edificio risalente al 1871.
Altro rijksmonument di Sint Nicolaasga è la Doniastate, una villa risalente al 1910 circa.

## Geografia antropica

### Suddivisioni amministrative
Buurtschappen
- Finkeburen
- Heide
- Huisterheide
- Legemeer
- Noed
- De Rijlst